# Axiocteta eucampina
Axiocteta eucampina är en fjärilsart som beskrevs av George Francis Hampson 1926. Axiocteta eucampina ingår i släktet Axiocteta och familjen nattflyn. Inga underarter finns listade i Catalogue of Life.